# Dani Bondar
Dani Bondar (in ebraico דני בונדר‎?; Mosca, 7 febbraio 1987) è un ex calciatore israeliano, di ruolo difensore.